# Brzozowa Gać
Brzozowa Gać (prononciation [bʐɔˈzɔva ˈɡat͡ɕ]) est un village de la gmina de Kurów du powiat de Puławy dans la voïvodie de Lublin, situé dans l'est de la Pologne.
Il se situe à environ 16 kilomètres à l'est de Puławy (siège du powiat) et 32 kilomètres au nord-ouest de Lublin (capitale de la voïvodie).
Le village comptait approximativement une population de 580 habitants en 2005.

## Histoire
De 1975 à 1998, le village est attaché administrativement à l'ancienne voïvodie de Lublin.

Depuis 1999, il fait partie de la nouvelle voïvodie de Lublin.